# Luxiaria curvivena
Luxiaria curvivena är en fjärilsart som beskrevs av W. Warren 1899. Luxiaria curvivena ingår i släktet Luxiaria och familjen mätare. Inga underarter finns listade i Catalogue of Life.